# Петрушевский, Александр Фомич
Алекса́ндр Фоми́ч Петруше́вский (13 (25) февраля 1826 — 20 марта (2 апреля) 1904) — русский военный историк, генерал-лейтенант. Автор наиболее фундаментального исследования биографии А. В. Суворова (книга «Генералиссимус князь Суворов», выдержавшая множество изданий).
Брат генералов Василия Фомича и Михаила Фомича Петрушевских, а также учёного-физика Фёдора Фомича Петрушевского.

## Биография
Родился 13 (25) февраля 1826 года в семье метролога Фомы Ивановича Петрушевского
Обучался в Новгородском кадетском корпусе, затем в дворянском полку. Из дворянского полка был произведён в прапорщики полевой артиллерии (10 августа 1844 г.). Затем служил в гвардейской артиллерии старшим адъютантом, в Главном артиллерийском управлении, управляющим делами в главном госпитальном комитете. В 1863 году — полковник, в 1870 — генерал-майор, в 1879 — генерал-лейтенант. Вышел в отставку по болезни 1 января 1886 года.
Награждён русскими орденами до Белого орла включительно.
После выхода в отставку занимался общественной деятельностью: был членом главного управления общества Красного Креста, деятельным (затем почётным) членом петербургского комитета грамотности. За исторические исследования Петрушевскому были присуждены первые премии комитета грамотности (дважды). Кавалер золотых Киселёвских медалей Министерства государственных имуществ. Награждён Макариевской премией. Автор многочисленных исторических книг и журнальных статей.
С 15 января 1864 года был женат на дочери титулярного советника Софье Ивановне Горностаевой (1835—1904).
Умер 20 марта (2 апреля) 1904 года. Похоронен на Смоленском православном кладбище в Санкт-Петербурге (уч. 109).

## Основные труды
- Петрушевский А. Ф. Генералиссимус князь Суворов. Архивная копия от 29 октября 2013 на Wayback Machine — СПб.: Русская симфония, 2005. — 720 с. (Генералиссимус Суворов. — СПб., 1900.)
- Петрушевский А. Ф. История Руси. Рассказы про старое время. От начала Русской земли до Петра Великого. — М.: АСТ, 1997. — 432 с.
- Петрушевский А. Ф. Сказание об Александре Невском. — СПб., 1867.
- Петрушевский А. Ф. Рассказы про Петра Великого и его время. — СПб., 1877.